# Якимовичи-Кожуховские
Якимовичи-Кожуховские (Кожухари) — дворянский род.
Происходит от древнего шляхетского рода Кожуховских (Кожухарей). Братья Иосиф, Семён и Григорий Кожуховские (Кожухари) прибыли в конце XVII веке в Малороссию; сыновья Якима Семёновича стали именоваться просто Якимовичами, а потомки их — Якимовичами-Кожуховскими (Кожухарями). Род записан в VI часть родословной книги Черниговской губернии.
Степану Якимовичу с 1716 года, по универсалу войска Запорожского гетмана Ивана Скоропадского, подтверждено сельцо с мельницами, которые были во владении у отца его Якима Семёновича и дяди его Григория Кожуховского (Кожухаря). Потомки рода Якимовичей служили Российскому Престолу дворянские службы бунчуковыми товарищами и в иных чинах и владели по наследственной линии деревнями предков. Определением Новгород-Северского Дворянского Депутатского Собрания род Якимовичей был внесён в число древнего дворянства.
Есть также польский шляхетский род Кожуховских-Кожухарей — герба Долива.

## Описание герба
В голубом поле, диагонально к правому верхнему углу изображена серебряная полоса с тремя розами. 
Щит увенчан дворянскими шлемом и короною, на поверхности которой перпендикулярно означена полоса с розами и по сторонам её два охотничьих рога. Намёт на щите голубой, подложенный серебром.